# Alan Uryga
Alan Uryga (Cracovia, 19 febbraio 1994) è un calciatore polacco, difensore o centrocampista del Wisła Cracovia.

## Statistiche

### Presenze e reti nei club
Statistiche aggiornate al 25 maggio 2018.
| Stagione              | Squadra               | Campionato            | Campionato | Campionato | Coppe nazionali | Coppe nazionali | Coppe nazionali | Coppe continentali | Coppe continentali | Coppe continentali | Altre coppe | Altre coppe | Altre coppe | Totale | Totale |
| Stagione              | Squadra               | Comp                  | Pres       | Reti       | Comp            | Pres            | Reti            | Comp               | Pres               | Reti               | Comp        | Pres        | Reti        | Pres   | Reti   |
| --------------------- | --------------------- | --------------------- | ---------- | ---------- | --------------- | --------------- | --------------- | ------------------ | ------------------ | ------------------ | ----------- | ----------- | ----------- | ------ | ------ |
| 2011-2012             | Wisła Cracovia        | EK                    | 1          | 0          | CP              | 1               | 0               | -                  | -                  | -                  | -           | -           | -           | 2      | 0      |
| 2012-2013             | Wisła Cracovia        | EK                    | 10         | 0          | CP              | 1               | 0               | -                  | -                  | -                  | -           | -           | -           | 11     | 0      |
| 2013-2014             | Wisła Cracovia        | EK                    | 8          | 0          | CP              | 0               | 0               | -                  | -                  | -                  | -           | -           | -           | 8      | 0      |
| 2014-2015             | Wisła Cracovia        | EK                    | 31         | 0          | CP              | 1               | 0               | -                  | -                  | -                  | -           | -           | -           | 32     | 0      |
| 2015-2016             | Wisła Cracovia        | EK                    | 24         | 0          | CP              | 1               | 0               | -                  | -                  | -                  | -           | -           | -           | 25     | 0      |
| 2016-2017             | Wisła Cracovia        | EK                    | 20         | 0          | CP              | 2               | 0               | -                  | -                  | -                  | -           | -           | -           | 22     | 0      |
| Totale Wisła Cracovia | Totale Wisła Cracovia | Totale Wisła Cracovia | 94         | 0          |                 | 6               | 0               |                    | -                  | -                  |             | -           | -           | 100    | 0      |
| 2017-2018             | Wisła Płock           | EK                    | 17         | 4          | CP              | 0               | 0               | -                  | -                  | -                  | -           | -           | -           | 17     | 4      |
| Totale carriera       | Totale carriera       | Totale carriera       | 111        | 4          |                 | 6               | 0               |                    | -                  | -                  |             | -           | -           | 117    | 4      |

## Palmarès

### Club

#### Competizioni nazionali
- Coppa di Polonia: 1

Wisla Cracovia: 2023-2024